# ذراع السد (حبيل جبر)

تعديل مصدري - تعديل

ذراع السد هي إحدى قرى عزلة حبيل جبر بمديرية حبيل جبر التابعة لمحافظة لحج، بلغ تعداد سكانها 32 نسمة حسب تعداد اليمن لعام 2004.